# 曽爾村

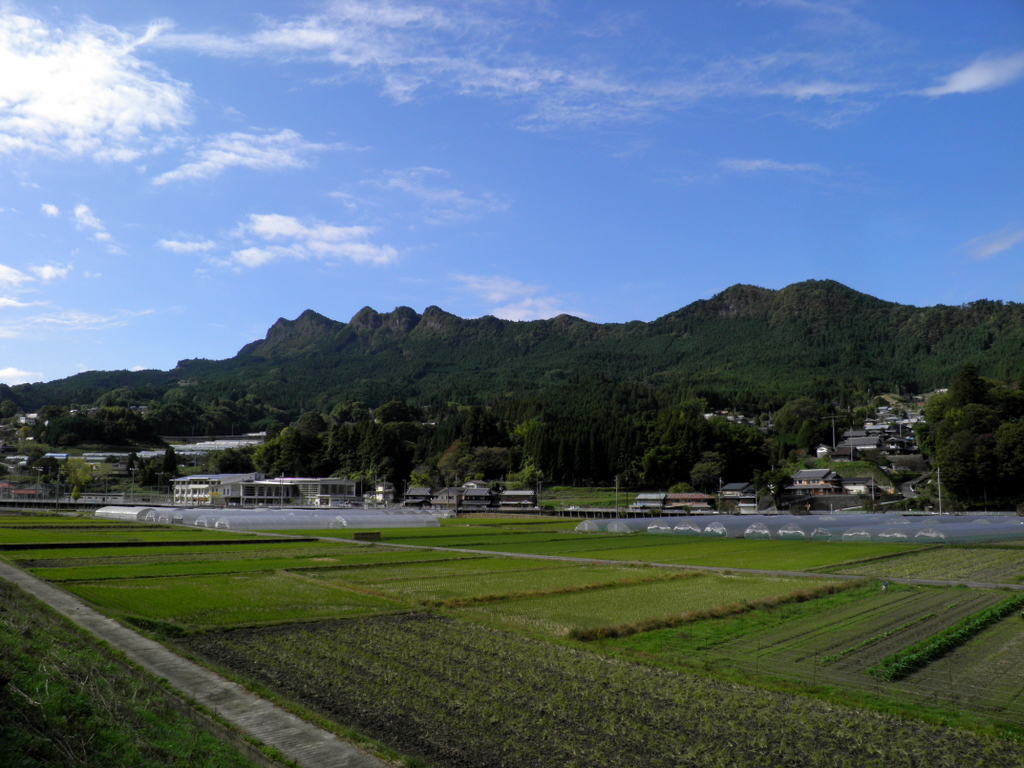
曽爾村中心部から見た屏風岩

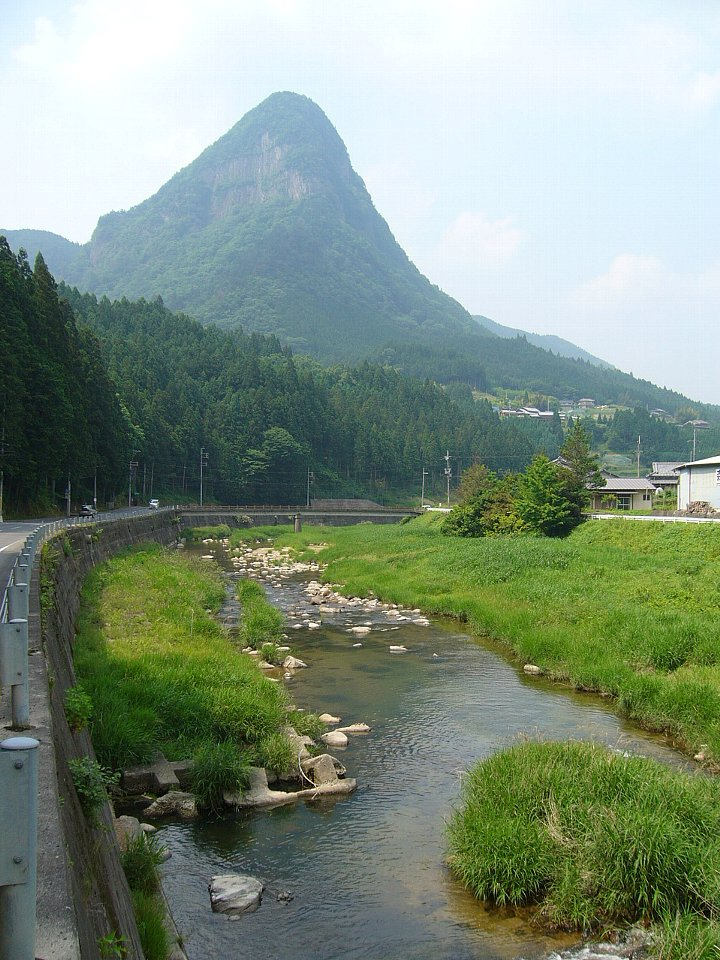
鎧岳と青蓮寺川

曽爾村（そにむら）は、奈良県にある村。

## 概要
「日本で最も美しい村」連合に加盟している。同連合で認定された登録地域資源は、ススキの名所として知られる曽爾高原と曽爾の獅子舞である。また三重県の名張市にある香落渓とは北に接している。

## 地理
北流する青蓮寺川沿いの谷底平野や山腹緩斜面を中心に集落が分布している。渓谷の両側には屏風岩、鎧岳、兜岳等の岩壁がある。

### 位置
宇陀郡の東部に位置する。隣の宇陀郡御杖村と同様に、奈良県を北部と南部に2区分する場合は南部に分類され、さらに細分化する場合は南東部に分類される。

### 地形

#### 山地
主な山
- 曽爾高原
- 倶留尊山

#### 河川
主な川
- 青蓮寺川

### 気候
冷涼多雨の気候である。
| 曽爾（1991年 - 2020年）の気候      | 曽爾（1991年 - 2020年）の気候 | 曽爾（1991年 - 2020年）の気候 | 曽爾（1991年 - 2020年）の気候 | 曽爾（1991年 - 2020年）の気候 | 曽爾（1991年 - 2020年）の気候 | 曽爾（1991年 - 2020年）の気候 | 曽爾（1991年 - 2020年）の気候 | 曽爾（1991年 - 2020年）の気候 | 曽爾（1991年 - 2020年）の気候 | 曽爾（1991年 - 2020年）の気候 | 曽爾（1991年 - 2020年）の気候 | 曽爾（1991年 - 2020年）の気候 | 曽爾（1991年 - 2020年）の気候 |
| 月                                 | 1月                           | 2月                           | 3月                           | 4月                           | 5月                           | 6月                           | 7月                           | 8月                           | 9月                           | 10月                          | 11月                          | 12月                          | 年                            |
| ---------------------------------- | ----------------------------- | ----------------------------- | ----------------------------- | ----------------------------- | ----------------------------- | ----------------------------- | ----------------------------- | ----------------------------- | ----------------------------- | ----------------------------- | ----------------------------- | ----------------------------- | ----------------------------- |
| 降水量 mm （inch）                 | 65.5 (2.579)                  | 73.7 (2.902)                  | 118.9 (4.681)                 | 121.5 (4.783)                 | 157.3 (6.193)                 | 226.3 (8.909)                 | 251.5 (9.902)                 | 243.2 (9.575)                 | 319.5 (12.579)                | 219.1 (8.626)                 | 84.7 (3.335)                  | 65.6 (2.583)                  | 1,951.8 (76.843)              |
| 平均降水日数 （≥1.0 mm）           | 9.1                           | 9.6                           | 12.6                          | 11.0                          | 11.3                          | 14.0                          | 13.8                          | 11.0                          | 12.5                          | 11.6                          | 8.5                           | 9.1                           | 133.8                         |
| 出典1：Japan Meteorological Agency |                               |                               |                               |                               |                               |                               |                               |                               |                               |                               |                               |                               |                               |
| 出典2：気象庁                      |                               |                               |                               |                               |                               |                               |                               |                               |                               |                               |                               |                               |                               |

### 人口
| |                                        |  |
| 曽爾村と全国の年齢別人口分布（2005年） | 曽爾村の年齢・男女別人口分布（2005年） |  |
| ■紫色 ― 曽爾村 ■緑色 ― 日本全国 | ■青色 ― 男性 ■赤色 ― 女性              |  |
| 曽爾村（に相当する地域）の人口の推移 \| 1970年（昭和45年） \| 3,189人 \| \| \| 1975年（昭和50年） \| 3,144人 \| \| \| 1980年（昭和55年） \| 3,083人 \| \| \| 1985年（昭和60年） \| 2,975人 \| \| \| 1990年（平成2年） \| 2,743人 \| \| \| 1995年（平成7年） \| 2,645人 \| \| \| 2000年（平成12年） \| 2,472人 \| \| \| 2005年（平成17年） \| 2,193人 \| \| \| 2010年（平成22年） \| 1,895人 \| \| \| 2015年（平成27年） \| 1,549人 \| \| \| 2020年（令和2年） \| 1,295人 \| \| |                                        |  |
| 総務省統計局 国勢調査より |                                        |  |
| 1970年（昭和45年） | 3,189人                                |  |
| 1975年（昭和50年） | 3,144人                                |  |
| 1980年（昭和55年） | 3,083人                                |  |
| 1985年（昭和60年） | 2,975人                                |  |
| 1990年（平成2年） | 2,743人                                |  |
| 1995年（平成7年） | 2,645人                                |  |
| 2000年（平成12年） | 2,472人                                |  |
| 2005年（平成17年） | 2,193人                                |  |
| 2010年（平成22年） | 1,895人                                |  |
| 2015年（平成27年） | 1,549人                                |  |
| 2020年（令和2年） | 1,295人                                |  |

奈良県統計

- 2007年10月1日時点 : 2,043人
- 人口増加率（2002年→2007年） : -13.5%
- 65歳以上が人口比の50%以上を占める限界自治体の一つ。

### 隣接自治体
奈良県
- 宇陀市
- 宇陀郡御杖村
- 吉野郡東吉野村

三重県
- 名張市
- 津市

## 歴史

### 古代
『古事記』の「蘇邇」、『日本書紀』仁徳天皇紀の「素珥山」など、古くから歴史に現れる。また『和名抄』には「宇陀郡漆部（ぬりべ）郷」として見え、村のホームページは「ぬるべの郷 奈良県曾爾村」と謳っている。
奈良時代
奈良時代には漆を生産する漆部造（ぬりべのみやつこ）が置かれていた。
現代では杉やヒノキへの植え替えを含む伐採などで自生のウルシがほとんど姿を消したが、2005年に塩井地区住民が発足させた「漆ぬるべ会」や地域おこし協力隊員などがウルシ植樹による漆産地復活をめざしている。       

### 沿革
明治
- 1889年（明治22年）4月1日 - 町村制の施行により、奈良県宇陀郡のうち掛村・長野村・小長尾村・今井村・塩井村・葛村・太良路村・伊賀見村の区域をもって曽爾村が発足。

昭和
- 1954年（昭和29年）10月1日 - 奈良県宇陀郡室生村の一部（大字山粕）を編入。村域は1954年から変わっていない。

## 政治

### 行政

#### 首長
- 村長：芝田秀数（2014年2月就任[5]、2018年再選[6]）

### 議会

#### 村議会
- 曽爾村議会：議員定数8名

平成の大合併においては宇陀郡3町3村による合併が構想され、2003年（平成15年）4月に設置された宇陀地区合併協議会（法定）に参加したが、曽爾村・御杖村の2村のみでの合併を進める動きが加速。2003年（平成15年）11月、両村が宇陀地区合併協議会を離脱。2004年（平成16年）1月1日に曽爾御杖合併協議会を立ち上げた。両村で新村建設についての協議が進められていたが、新村名や役場の位置を巡り難航。2005年（平成17年）1月末に合併協議会が解散し、合併は白紙となった。

#### 衆議院
衆議院議員選挙の選挙区は「奈良県第3区」、奈良県議会議員選挙の選挙区は「宇陀郡・宇陀市選挙区」（定数：1）となっている。

## 施設

### 警察
本部
- 奈良県警察 桜井警察署

駐在所
- 曽爾駐在所（宇陀郡曽爾村今井）

### 消防
本部
- 奈良県広域消防組合

消防署
- 宇陀消防署

### 医療
診療所
- 曽爾村国民健康保険診療所

### 郵便局
村内の郵便番号は「633-12xx」（曽爾郵便局の集配担当）となっている。
主な郵便局
- 曽爾郵便局（葛） - 集配局。ゆうちょ銀行ATMのホリデーサービス実施局。
- 山粕（やまがす）郵便局（山粕）
- 曽爾長野簡易郵便局（長野）

### 文化施設
- 国立曽爾青少年自然の家
- 曽爾子育て支援センター

## 対外関係

### 姉妹都市・提携都市
2021年現在、曽爾村に姉妹都市・提携都市は存在しない。

#### 国内
その他
- 日本で最も美しい村連合
美しい村づくり、ロゴマークの活用、サポーター会員制度、イベントの開催、広報活動を行っている地方自治体や地域の連合体に参加している。

## 経済

### 第一次産業

#### 農業
- ホウレンソウなどが名産である。

農協
- JAならけん曽爾支店

### 第三次産業

#### 観光業
- 曽爾高原など近年観光スポットとして注目される。

### 金融機関
信用金庫
- 大和信用金庫奥宇陀支店（掛）

農業協同組合
- JAならけん曽爾支店（今井） - JAバンクのATMも設置。

日本郵政グループ
- 日本郵便 - ゆうちょ銀行

## 教育

### 小中学校
村立
- 曽爾村立曽爾小中学校

### 幼児教育

#### 保育園
村立
- 曽爾村立曽爾保育園

## 交通

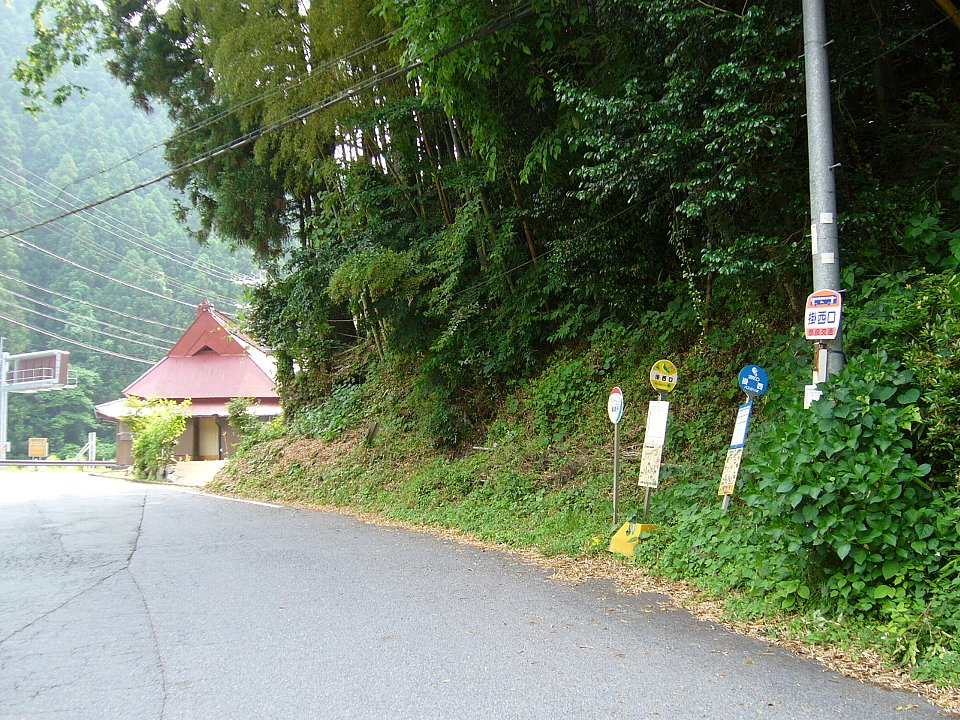
停留所ポールが4本並ぶ掛西口バス停（左端の白地のものはスクールバス用）

### 鉄道
村内を走る鉄道路線は無い。
鉄道を利用する場合の最寄り駅は、近鉄大阪線の榛原駅あるいは名張駅。

### バス

#### 路線バス
- 宇陀地域連携コミュニティバス線（奥宇陀わくわくバス） 榛原駅南口～山粕西口～掛西口～曾爾村役場前

奈良交通の27系統だった路線、2017年10月1日よりコミュニティバス化。運行委託は引き続き奈良交通榛原営業所が担当。
- 三重交通21系統 曽爾香落渓線 名張駅前～曽爾役場前～掛西～山粕西
- 御杖ふれあいバス 掛西口～（茶屋の辻）～（土野原大野）～御杖村役場前～（菅野上郷）～（敷津）～（小屋）

御杖村方面へはコミュニティバス「御杖ふれあいバス」があり、掛西口バス停（三重交通は同じ位置で掛西バス停）から接続している。尚括弧内のバス停には経由しない便もある。

### 道路

#### 国道
- 国道369号
  - 栂坂バイパス

#### 県道
主要地方道
- 三重県道・奈良県道81号名張曽爾線

一般県道
- 三重県道・奈良県道784号赤目掛線

## 観光

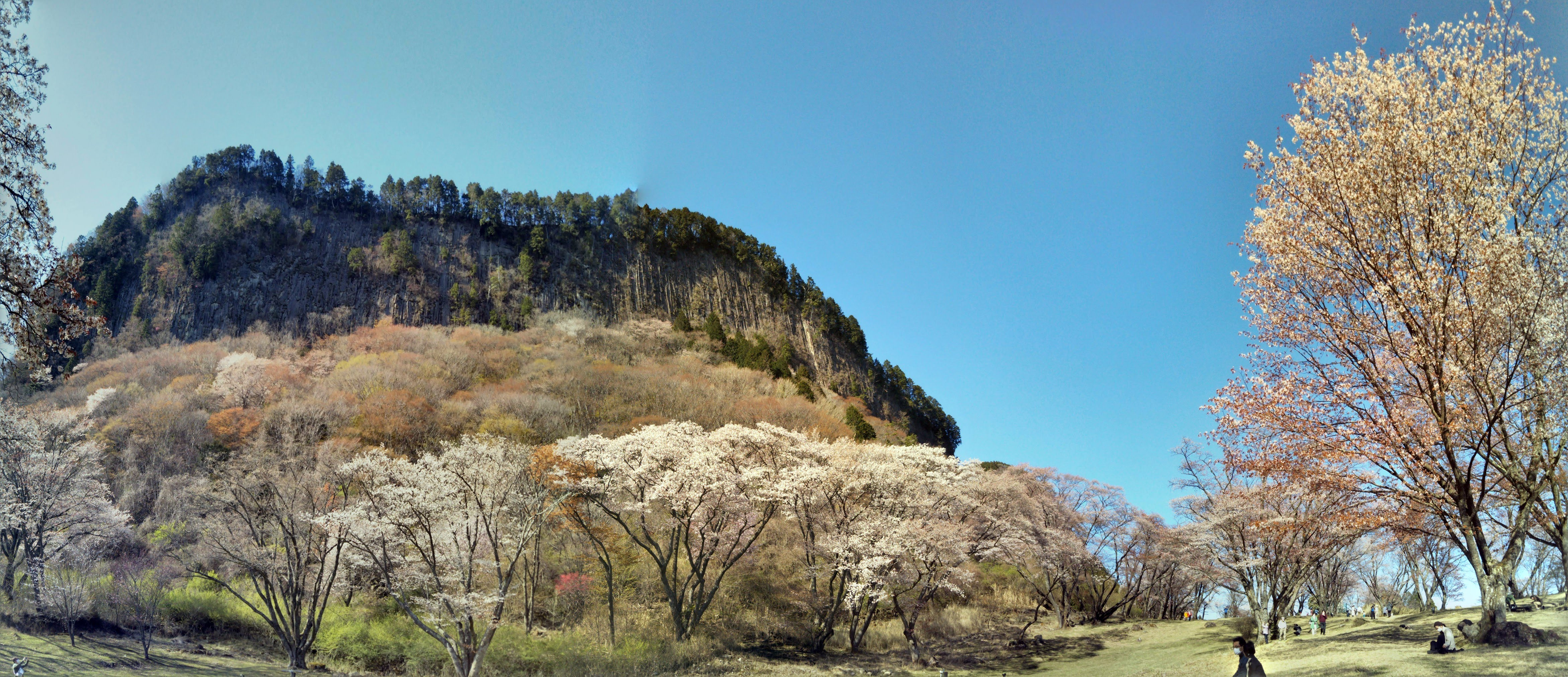
屏風岩と公苑の桜

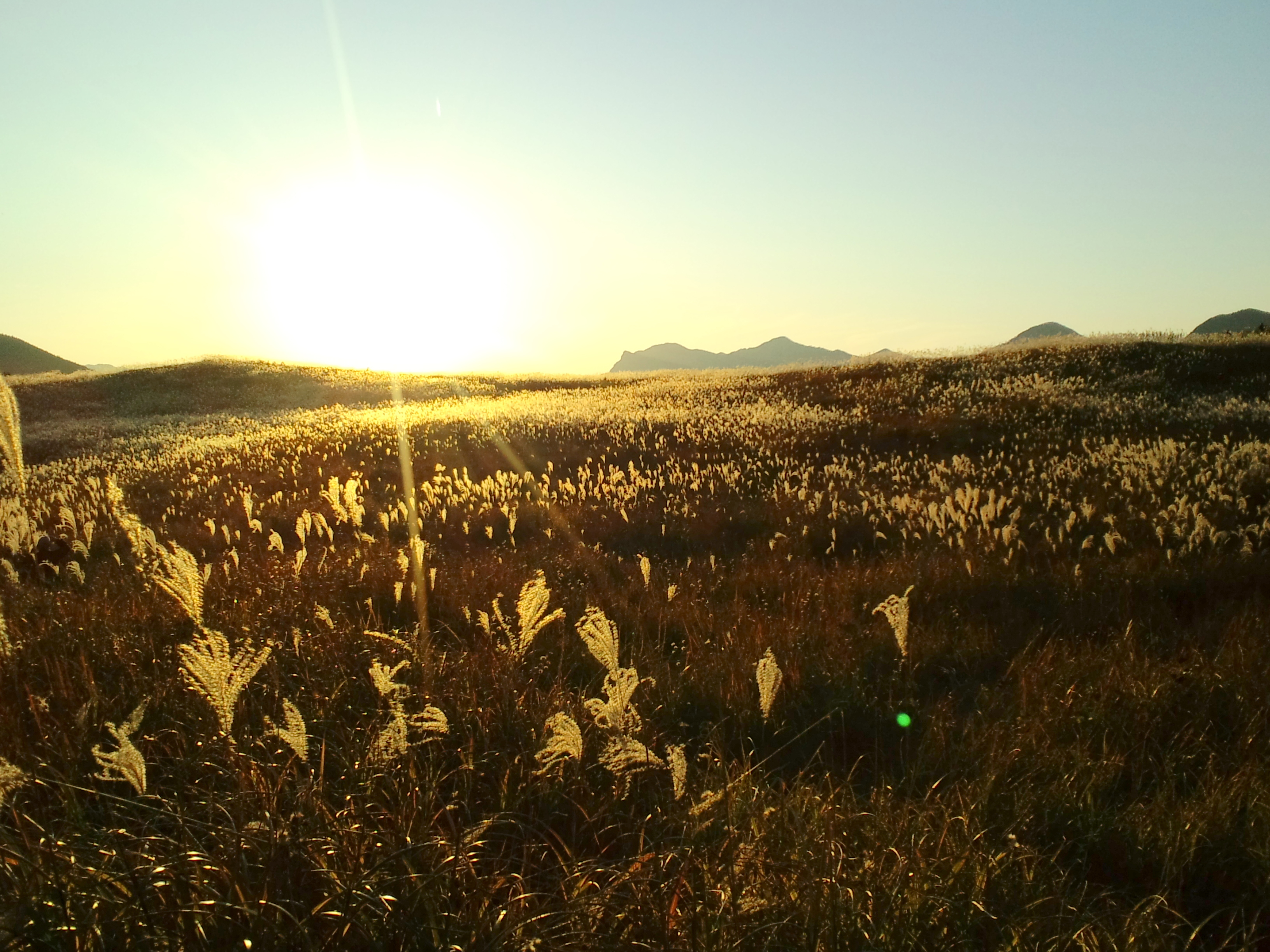
曽爾高原のススキ

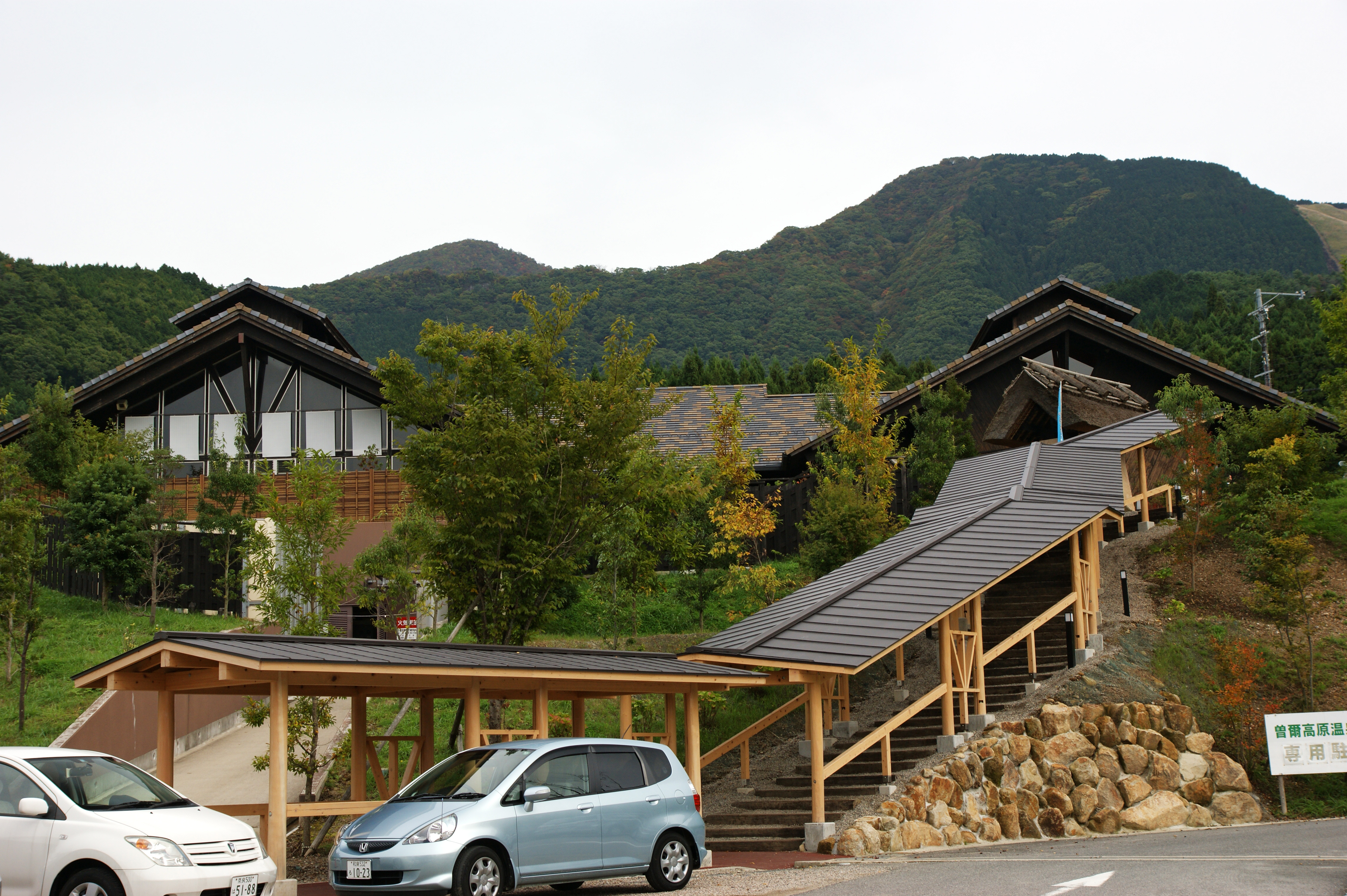
お亀の湯

### 名所・旧跡
寺院
- 専正寺
- 長蓮寺

主な神社
- 門僕神社

### 観光スポット
自然
- 曽爾高原
- 屏風岩 - 国の天然記念物。屏風岩公苑にある。
- 兜岳
- 鎧岳
- 済浄坊の滝
- 東海自然歩道 山之辺コース

温泉
- 奥香落温泉（現在は廃業）
- 曽爾高原温泉 お亀の湯

## 文化・名物

### 祭事・催事
- 曽爾の獅子舞 - 門僕神社の祭礼。毎年体育の日の前日。
- ぬるべの郷夏祭り - 毎年8月15日。

### 名産・特産
- 漆
- ほうれん草

## 出身関連著名人
- 楳図かずお - 3歳から6歳まで過ごす。
- 吉田桃華

### マスコット
- そーちゃん&にーちゃん